# Desastre natural
Um desastre natural ocorre quando um evento físico muito perigoso (tal como um sismo, desabamento, furacão, tempestades, inundação, incêndio ou algum dos outros fenômenos naturais listados abaixo) provoca diretamente ou indiretamente danos à propriedade, ou faz um grande número de vítimas, ou ambas. Em áreas onde não há nenhuma presença humana, os fenômenos naturais são chamados de eventos naturais.
Um desastre é uma destruição  social que pode afetar um indivíduo, uma comunidade, ou um país.
A extensão dos danos à propriedade ou do número de vítimas que resulta de um desastre natural depende da capacidade da população a resistir ao desastre. Esta compreensão é cristalizada na fórmula: os "desastres ocorrem quando os perigos se encontram com a vulnerabilidade.
Em 2000, as Nações Unidas lançaram a Estratégia Internacional para a Redução de Desastres (ISDR) para dirigir-se às causas subjacentes da vulnerabilidade e para construir comunidades resistentes a desastres promovendo o aumento na consciência das pessoas para a importância da redução de desastres como um componente integral de um desenvolvimento sustentável, com o objetivo de reduzir as perdas humanas, sociais, econômicas e ambientais devido aos perigos de todos os tipos.

## Fenômenos naturais comuns que podem resultar em desastres naturais
Como o próprio nome diz, um desastre natural sempre está vinculado à ocorrência de determinados fenômenos naturais. Estes fenômenos podem ser de ordem climático/meteorológica, geológica, biológica ou astronômica. Também podem se dar em decorrência da combinação de dois ou mais destes fatores.
Segue abaixo as principais categorias de desastres naturais passíveis de ocorrência na Terra.

### Afundamento e colapso
Eventos causados pela acomodação natural do terreno. Essa acomodação pode causar pequenos tremores de terra, afundamento do solo e, caso existam edificações sobre o local, podem ocasionar o colapso das estruturas.

### Ciclones, furacões ou tufões
Ciclone, furacão ou tufão, são diferentes denominações para um mesmo fenômeno: trata-se de uma região de baixa pressão atmosférica, onde o ar relativamente quente se eleva e favorece a formação de nuvens e precipitação. Por isso, tempo chuvoso e nublado, chuva e vento forte estão sempre associados a esses centros de baixas pressões.
O ciclone de Bhola de 1970 foi o ciclone tropical mais mortífero na história, matando mais de 300 000 pessoas e possivelmente mais de um milhão após atingir a região altamente povoada do Delta do Ganges em Bangladesh, em 13 de novembro de 1970. A sua intensa maré de tempestade foi responsável pela maior parte das mortes. A bacia do Oceano Índico norte tem sido historicamente a bacia onde ocorreu mais mortes provocadas por ciclones tropicais, sendo que vários ciclones desde 1900 mataram mais de um milhão de pessoas. Na bacia do Pacífico noroeste, o tufão Nina em 1975 matou 29 000 pessoas na China. A pior enchente em 2 000 anos foi causada pelo rompimento de 62 barragens, incluindo a barragem de Banqiao; outras 145 000 morreram devido a efeitos posteriores a tempestade, como a fome e epidemias. Na bacia do Atlântico, o Grande furacão de 1780 é o furacão atlântico mais mortífero na história, matando cerca de 22 000 pessoas nas Pequenas Antilhas. Um ciclone tropical não precisa ser particularmente intenso para causar danos memoráveis; as mortes podem ser causadas pelas chuvas torrenciais e consequentes deslizamentos de terra, que podem ser causados mesmo por ciclones tropicais menos intensos. A tempestade tropical Thelma, em novembro de 1991 matou milhares de pessoas nas Filipinas, mesmo tendo uma intensidade inferior à de um tufão. Em 1982, uma depressão tropical sem nome que posteriormente tornaria-se o furacão Paul matou cerca de 1 000 pessoas na América Central.

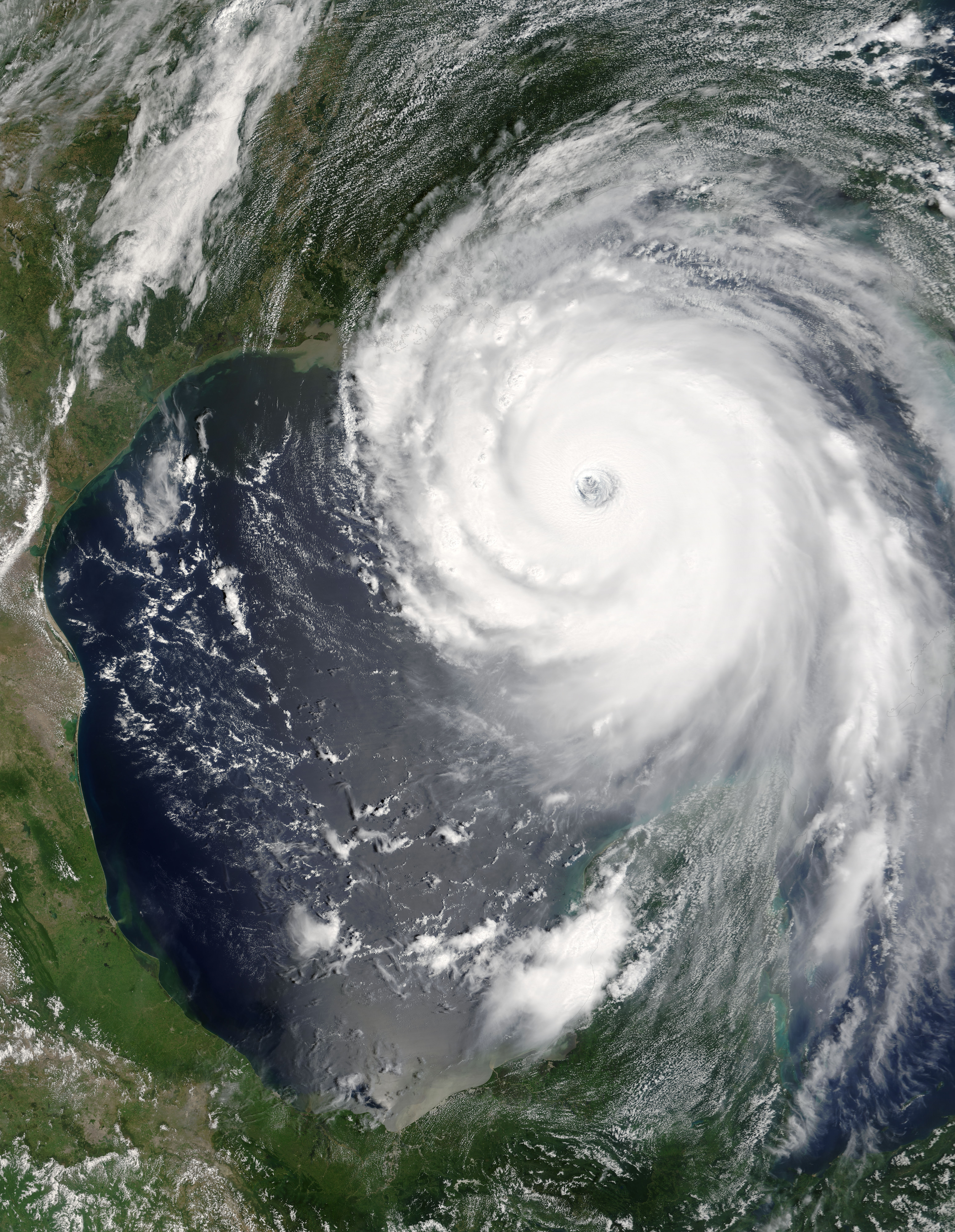
O furacão Katrina em 2005. Katrina foi o ciclone tropical que provocou os maiores danos e prejuízos econômicos da história

Estima-se que o furacão Katrina seja o ciclone tropical que provocou mais prejuízos de todo o mundo, causando $ 81,2 bilhões de dólares em danos em propriedades (valores de 2005), sendo que os danos gerais excedem os 100 bilhões de dólares. Katrina matou no mínimo 1 836 pessoas depois de atingir a Luisiana e Mississippi, na costa sul dos Estados Unidos, como um grande furacão em agosto de 2005. O furacão de Galveston de 1900 é o desastre natural mais mortífero na história dos Estados Unidos, matando entre 6 000 e 12 000 pessoas em Galveston, Texas. O furacão Iniki em 1992 foi o ciclone mais intenso a atingir o Havaí na história, atingindo a ilha de Kauai como um furacão de categoria 4, matando seis pessoas e causando 3 bilhões de dólares em prejuízos. Outros destrutivos furacões do Pacífico incluem Pauline e Kenna, ambos causando danos severos depois de atingir o México como grandes furacões. Em março de 2004, o Ciclone Gafilo atingiu o nordeste de Madagascar como um ciclone de grande intensidade, matando 74 pessoas e afetando mais de 200 000, tornando-se o pior ciclone a atingir o país em 20 anos. No mesmo mês, o furacão Catarina formou-se no Atlântico sul, tornando-se o único ciclone tropical com intensidade de furacão a se formar nessa região. Catarina atingiu o Brasil, no litoral sul do estado de Santa Catarina e litoral norte do Rio Grande do Sul, matando pelo menos 3 pessoas.

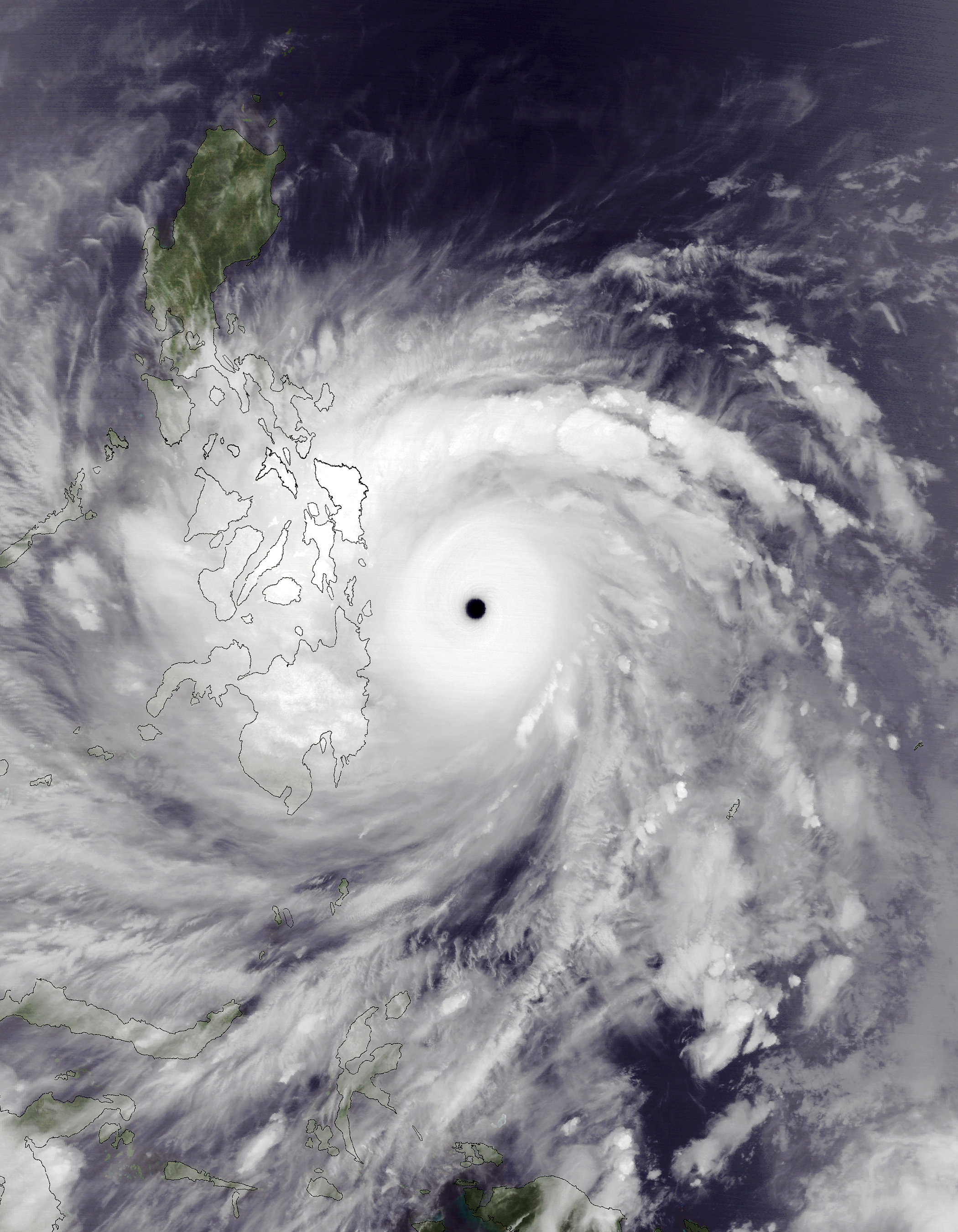
O tufão Haiyan em 2013.O mais intenso ciclone tropical já registrado, com ventos de até 315 km/h

O ciclone tropical mais intenso na história é o Tufão Tip, ativo no Pacífico nordeste em 1979. Tip alcançou uma pressão atmosférica mínima de 870 mbar (652,5 mmHg) e ventos máximos sustentados de 165 nós (85 m/s ou 310 km/h). No entanto, o tufão Tip não é o único ciclone tropical que detém o recorde de ventos máximos sustentados. O tufão Keith, também no Pacífico noroeste e os furacões Camille e Allen no Atlântico norte atualmente detêm este recorde juntamente com Tip. Camille foi o único ciclone tropical que realmente atingiu terra com essa intensidade, com ventos ininterruptos de 165 nós (85 m/s ou 310 km/h) e rajadas de 183 nós (94 m/s ou 339 km/h), fazendo dele o ciclone tropical mais intenso na história enquanto cruzava a costa. O tufão Nancy em 1961 detinha o recorde de mais intensas rajadas de vento, 185 nós (95 m/s ou 346 km/h), mas pesquisas recentes indicaram que as medidas da velocidade do vento tomadas entre 1940 e 1960 eram muito superestimadas devido à erros de calibração e Nancy não é mais considerado o ciclone tropical com as mais intensas rajadas de vento da história. Uma rajada de vento de superfície provocada pelo tufão Paka, em Guam, alcançou 205 nós (105 m/s ou 378 km/h). Se fosse confirmado, seria a maior velocidade do vento de origem não tornádica registrada na superfície da Terra, mas a leitura teve que ser descartada, pois anemômetro foi danificado pela tempestade.
Além de ser o ciclone tropical mais intenso, Tip foi o maior ciclone tropical em tamanho na história. A distância entre seu olho e a isóbara mais externa, onde ainda se encontravam ventos de intensidade equivalente a uma tempestade tropical, alcançou 2 170 quilômetros. O menor ciclone tropical em tamanho já registrado, o ciclone Tracy, teve menos de 100 quilômetros em diâmetro, pouco antes de atingir Darwin, Austrália, em 1974.
O furacão John foi o ciclone tropical de maior duração na história, permanecendo ativo por 31 dias na temporada de 1994. Antes do advento das imagens de satélite em 1961, no entanto, muitos ciclones tropicais foram subestimados em suas durações. O furacão John também tem a maior trajetória de um ciclone tropical na história; John percorreu 12 500 km. Entretanto, não há dados confiáveis para a intensidade de ventos, pressão atmosférica ou trajetória de ciclones tropicais do hemisfério sul após 1998.

### Deslizamento ou escorregamento de terra
Um deslizamento ou escorregamento de terra é um fenômeno  de ordem geológica e climatológica que inclui um largo espectro de movimentos do solo, tais como quedas de rochas, falência de encostas em profundidade e fluxos superficiais de detritos.

### Inundações
Uma inundação pode ser o resultado de uma chuva que não foi suficientemente absorvida pelo solo e outras formas de escoamento, causando transbordamentos. Também pode ser provocada de forma induzida pelo homem através da construção de barragens e pela abertura ou rompimento de comportas de represas.
As inundações podem também ocorrer em função do derretimento da neve acumulada durante o inverno em locais com Invernos frios e húmidos, tais como regiões montanhosas.

### Tempestades
Tempestades de areia, de gelo, de granizo, de raios estão entre fenômenos passíveis de ocasionar desastres naturais.

### Tornados

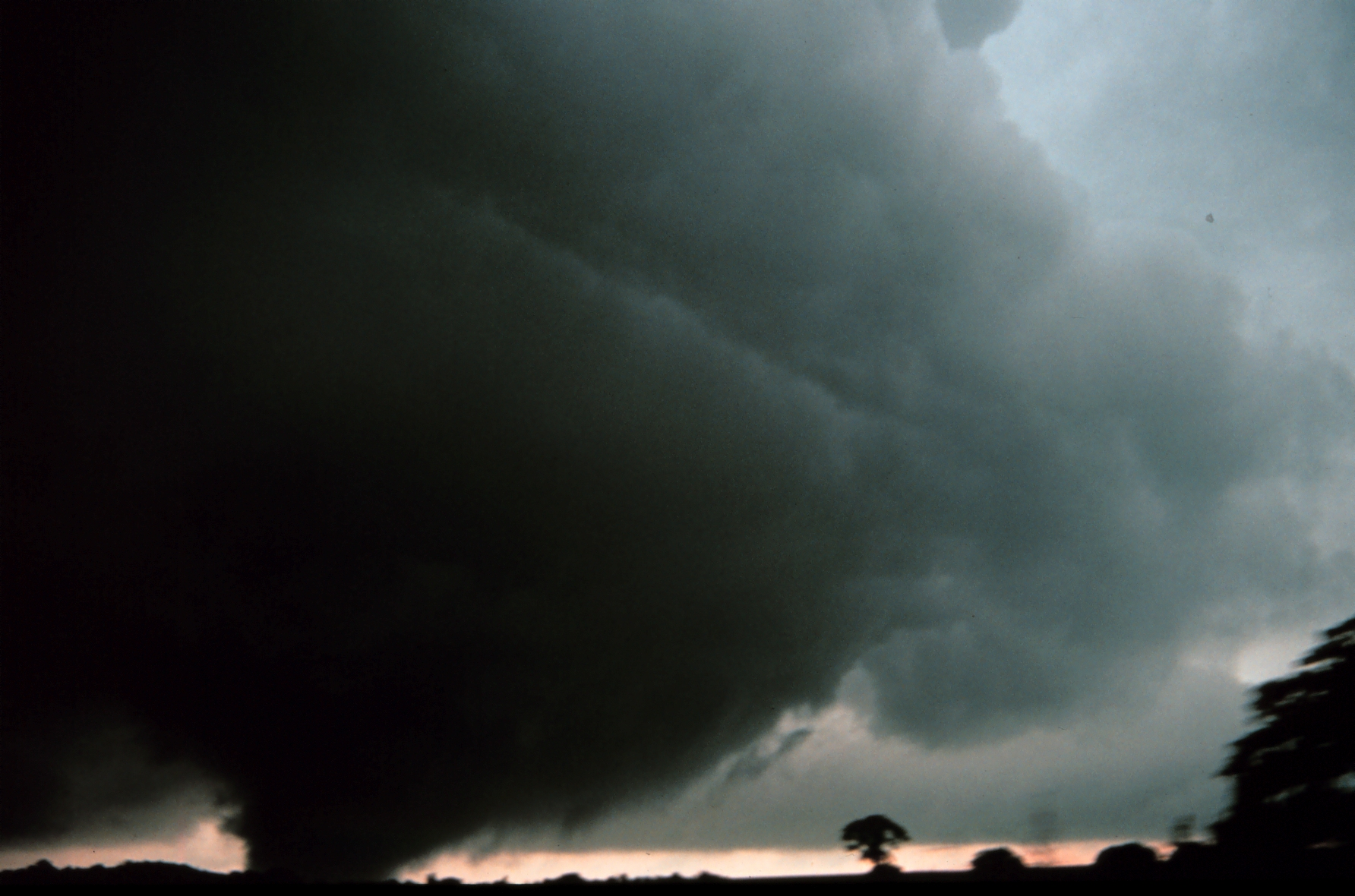
Tornado Minco atingindo o estado americano de Oklahoma, em 3 de maio de 1999

Um tornado é um fenômeno meteorológico que se manifesta como uma coluna de ar que gira de forma violenta e potencialmente perigosa, estando em contato tanto com a superfície da Terra como com uma nuvem cumulonimbus ou, excepcionalmente, com a base de uma nuvem cumulus. Sendo um dos fenômenos atmosféricos mais intensos que se conhece, os tornados se apresentam sob várias formas e tamanhos, mas geralmente possuem um formato cônico, cuja extremidade mais fina toca o solo e normalmente está rodeada por uma nuvem de pó e outras partículas. A maioria dos tornados conta com ventos que chegam a velocidades entre 65 e 180 quilômetros por hora, mede aproximadamente 75 metros de altura e translada-se por vários metros, senão quilômetros, antes de desaparecer. Os mais extremos podem ter ventos com velocidades superiores à 480 km/h, medir até 1,5 km de altura e permanecer no solo, percorrendo mais de 100 km de distância.

### Outros fenômenos
Outros fenômenos conhecidos por apresentarem potencial para causarem desastres naturais estão listados abaixo:
- Endemias;
- Epidemias e pandemias;
- Fenômenos erosivos extremos;
- Erupções vulcânicas;
- Incêndios florestais;
- Queda de meteoritos;
- Sismos;
- Tsunamis;
- Rajadas violentas de vento.

## Prevenção de desastres naturais no Brasil
O Brasil é o país do continente americano com o maior número de pessoas afetadas por desastres naturais. Dado ao perfil climático do país, a maioria dos agentes causadores dos desastres naturais que ocorrem no território brasileiro, não podem ser evitados. Contudo, seus impactos podem ser reduzidos mediante adoção de ações preventivas. A mitigação ou redução do impacto dos desastres dá-se através de medidas preventivas que podem ser classificadas em estruturais e não estruturais. As medidas estruturais são aquelas de cunho corretivo, como as obras de engenharia. Apesar de minimizar o problema em curto prazo, as medidas estruturais são caras, paliativas, frequentemente ocasionam outros impactos ambientais e geram uma falsa sensação de segurança. As não-estruturais, de caráter educativo, além de serem baratíssimas.
Dentre os órgãos responsáveis pela prevenção da ocorrência desses desastres no país, destaca-se o Centro de Monitoramento e Alertas de Desastres Naturais (Cemaden), que é o núcleo responsável pela prevenção e gerenciamento da atuação governamental perante desastres naturais.